# Kubok Ukraïny 2007-2008
La Kubok Ukraïny 2007-2008 (in ucraino Кубок України) è stata la 17ª edizione del torneo. La competizione è iniziata il 20 luglio 2007 ed è terminata il 7 maggio 2008.

## Primo turno
| Squadra 1              | Risultato | Squadra 2                          |
| ---------------------- | --------- | ---------------------------------- |
| Nafkom Brovary         | 5 – 0     | Olimpik Kirovohrad                 |
| Halychyna Lviv         | 3 – 2     | Enerhiya Yuzhnoukrainsk            |
| Kremin Kremenchuk      | 1 – 0     | Podillya-Khmelnytskyi Khmelnytskyi |
| Olimpik Donetsk        | 3 – 2     | Shakhtar Sverdlovsk                |
| Khimik Krasnoperekopsk | 0 – 2     | OLKOM Melitopol                    |
| Arsenal Kharkiv        | 4 – 0     | Komunalnyk Luhansk                 |
| Hirnyk-Sport           | 4 – 0     | Hazovyk-KHV Kharkiv                |

## Secondo turno
| Squadra 1             | Risultato       | Squadra 2                    |
| --------------------- | --------------- | ---------------------------- |
| Halychyna Lviv        | 0 – 1           | Oleksandria                  |
| Dnister Ovidiopol     | 1 – 1 (3–1 dcr) | Krymteplytsia Molodizhne     |
| Titan Armyansk        | 2 – 1           | CSKA Kiev                    |
| Kniazha Schaslyve     | 1 – 0           | OLKOM Melitopol              |
| Nyva Ternopil         | 2 – 0           | Feniks-Illychivets Kalynine  |
| Nafkom Brovary        | 0 – 2           | Sevastopol                   |
| Lviv                  | 3 – 0           | Prykarpattia Ivano-Frankivsk |
| Helios Kharkiv        | 2 – 2 (3–0 dcr) | Stal Dniprodzerzhynsk        |
| Enerhetyk Burshtyn    | 4 – 2           | Volyn Lutsk                  |
| Olimpik Donetsk       | 2 – 1           | Hirnyk-Sport                 |
| Yednist Plysky        | 3 – 3 (3–2 dcr) | Kremin Kremenchuk            |
| Desna Chernihiv       | 0 – 0 (6–5 dcr) | Dnipro Čerkasy               |
| Ihroservis Simferopol | 3 – 1           | Obolon Kiev                  |
| Arsenal Kharkiv       | 1 – 2           | Mykolaiv                     |

## Sedicesimi di finale
| Squadra 1           | Risultato | Squadra 2            |
| ------------------- | --------- | -------------------- |
| MFK Mykolaiv        | 0 – 1     | Shakhtar Donetsk     |
| Helios Kharkiv      | 0 – 2     | Arsenal Kiev         |
| Dniester Ovidiopol  | 2 – 0     | Enerhetyk Burshtyn   |
| Vorskla Poltava     | 2 – 0     | FC Kharkiv           |
| Tytan Armyansk      | 0 – 3     | Chornomorets         |
| PFC Sevastopol      | 1 – 3     | Metalist Kharkiv     |
| Knyazha Schaslyve   | 0 – 1     | Illichivets Mariupol |
| FC Lviv             | 2 – 1     | Zakarpattia Uzhhorod |
| Olimpik Donetsk     | 1 – 2     | Desna Chernihiv      |
| Naftovyk Okhtyrka   | 2 – 1     | Zorya Luhansk        |
| Yednist' Plysky     | 0 – 3     | Stal Alchevsk        |
| PFC Oleksandria     | 1 – 2     | Metalurh Donetsk     |
| Metalurh Zaporizhia | 0 – 1     | Tavriya Simferopol   |
| Nyva Ternopil       | 1 – 0     | Kryvbas Kryvyi Rih   |
| Ihroservice         | 1 – 0     | Karpaty Lviv         |
| Dinamo Kiev         | 2 – 0     | Dnipro               |

## Ottavi di finale
| Squadra 1            | Risultato       | Squadra 2         |
| -------------------- | --------------- | ----------------- |
| Arsenal Kiev         | 1 – 4           | Shakhtar Donetsk  |
| Dniester Ovidiopol   | 0 – 1           | Vorskla Poltava   |
| Chornomorets         | 2 – 2 (3–1 dcr) | Metalist Kharkiv  |
| Illichivets Mariupol | 2 – 1           | FC Lviv           |
| Desna Chernihiv      | 1 – 1 (3–5 dcr) | Naftovyk Okhtyrka |
| Stal Alchevsk        | 1 – 2           | Metalurh Donetsk  |
| Tavriya Simferopol   | 0 – 0 (6–5 dcr) | Nyva Ternopil     |
| Ihroservice          | 1 – 4           | Dinamo Kiev       |

## Quarti di finale
| Squadra 1          | Totale | Squadra 2            | Andata | Ritorno |
| ------------------ | ------ | -------------------- | ------ | ------- |
| Vorskla Poltava    | 1 – 4  | Shakhtar Donetsk     | 0 – 3  | 1 – 1   |
| Chornomorets       | 5 – 2  | Illichivets Mariupol | 1 – 2  | 4 – 0   |
| Naftovyk Okhtyrka  | 2 – 4  | Metalurh Donetsk     | 2 – 3  | 0 – 1   |
| Tavriya Simferopol | 2 – 3  | Dinamo Kiev          | 2 – 0  | 0 – 3   |

## Semifinali
| Squadra 1        | Totale | Squadra 2        | Andata | Ritorno |
| ---------------- | ------ | ---------------- | ------ | ------- |
| Metalurh Donetsk | 1 – 3  | Dinamo Kiev      | 1 – 2  | 0 – 1   |
| Chornomorets     | 1 – 5  | Shakhtar Donetsk | 1 – 2  | 0 – 3   |

## Finale
| Arbitro: | Viktor Švecov (Odessa) |

|  |           |                     |
|  | Marcatori | 44’ Hladkyj 78’ Haj |